# Oblężenie Wielkich Łuk
Oblężenie Wielkich Łuk – oblężenie, które miało miejsce od 1 do 5 września 1580 roku podczas kampanii wielkołuckiej będącej częścią wojny polsko-rosyjskiej 1577–1582 prowadzonej przez Stefana Batorego.
Podczas narady wojennej w Czaśnikach 18 lipca 1580 roku rywalizowały ze sobą dwie koncepcje prowadzenia działań wojennych. Rozważano uderzenie bądź w kierunku Pskowa lub atak na Smoleńsk. Ostatecznie zwyciężył wariant pośredni polegający na zdobyciu twierdzy Wielkie Łuki. Stąd zamierzano kontynuować działania w kierunku Pskowa, w wyniku których planowano odciąć Inflanty od ziem moskiewskich.
Zbudowana z drewna i ziemi twierdza Wielkie Łuki nad rzeką Łowacią sąsiadowała z drewnianym miastem, które spalono, aby nie dawało osłony przeciwnikowi. Głównym inżynierem kierującym sypaniem szańców przez wojska polskie był włoski inżynier Domenico Ridolfini (Dominik Ridolfino) z Camerino w Marche, który dowodził także jedną z trzech baterii oblężniczych. Atak na twierdzę rozpoczął się 1 września ostrzałem artyleryjskim i akcjami piechoty usiłującej podpalić umocnienia i zedrzeć darń z wałów. Przekopano również groblę spiętrzającą wody rzeki Łować. Ostatecznie obrońcy nie nadążali gasić wybuchających pożarów i poddali płonącą twierdzę 5 września.
Do zdobytej twierdzy wdarła się czeladź obozowa i Węgrzy. Jednak zamiast zająć się gaszeniem pożaru rzucili się na rabunek. Gdy ogień dotarł do prochowni nastąpił wybuch, który zniszczył większość twierdzy, zabił 200 Polaków i Węgrów oraz większość załogi moskiewskiej. Po osobistym rekonesansie król Stefan Batory rozkazał budowę nowej twierdzy w miejscu starej moskiewskiej fortyfikacji. Prace te według wskazówek króla przeprowadził Domenico Ridolfini.